# Carlo di Valois-Angoulême (1573-1650)
Carlo di Valois-Angoulême (Château du Fayet, 28 aprile 1573 – Parigi, 24 settembre 1650) fu il figlio illegittimo di Carlo IX di Francia e della sua amante Marie Touchet.

## Biografia
Ricevette prima il titolo di "conte d'Alvernia" e nel 1580 quello di "Gran Priore di Francia". Nel 1586 divenne abate commendatario di Chaise-Dieu, carica che mantenne fino al 1597.
Nel 1601 Carlo venne arrestato come complice di un complotto che mirava a far riconoscere la sua sorellastra Henriette de Balzac d'Estragues, nuova amante di Enrico IV, come regina di Francia. Nel 1606 perse la causa legale riguardo ai beni ricevuti in eredità dalla nonna parterna, Caterina de' Medici. I beni andarono alla zia Margherita di Valois, che li destinò in eredità al Delfino Luigi (legittimando così la transizione dinastica avvenuta tra i Valois e i Borbone).
Per aver cospirato con Filippo II di Spagna contro la Corona di Francia, venne condannato a morte nel 1605. La condanna a morte venne poi mutata in ergastolo e nel 1616, su ordine di Maria de' Medici, fu rilasciato.
Sotto il regno di Luigi XIII assediò Soissons nel 1617. Due anni dopo, fu nominato "duca d'Angoulême". Nel 1620 fu un inviato per l'imperatore Ferdinando II. Nel 1628 combatté a La Rochelle, in Linguadoca, in Germania e nelle Fiandre. Nel 1635 divenne generale dell'esercito francese, un anno dopo, tenente generale.
Alla sua morte fu sepolto nella chiesa des Minimes.

Nel 1662 vennero pubblicate le sue memorie: Mémoires sur les règnes de Henri III et Henri IV.

## Discendenza
Carlo sposò in prime nozze nel 1591, Carlotta di Montmorency (1572-1636), contessa di Fleix, figlia di Enrico I di Montmorency, dalla quale ebbe tre figli:
- Enrico (1594-1668), conte di Lauragais, diseredato nel 1609 e imprigionato quasi 50 anni a causa della sua instabilità mentale;
- Luigi Emanuele, duca d'Angoulême, che nel sposò 1629 Enrichetta de La Guiche;
- Francesco (1598-1622), conte di Alais, barone di Coucy e di Folembrayche. Nel 1622 sposò Luisa Enrichetta de La Châtre.

In seconde nozze sposò nel 1644, Francesca de Nargonne (1622-1713), dalla quale non ebbe figli.
Ebbe due figlie naturali da Isabella de Crecy:
- Anna d'Angouleme, che divenne suora;
- Maria d'Angoulême, che sposò in prime nozze Daniel Hazeville e in seconde nozze Davis Dade.

## Ascendenza
|                                              |   |                                    | Genitori                                |  |  | Nonni |  |  | Bisnonni                  |  |  | Trisnonni                      |  |
|                                              |   |                                    |                                         |  |  |       |  |  | François I, re di Francia |  |  | Charles, III conte d'Angoulême |  |
|                                              |   |                                    |                                         |  |  |       |  |  | François I, re di Francia |  |  | Charles, III conte d'Angoulême |  |
|                                              |   | Luisa di Savoia                    |                                         |  |  |       |  |  | François I, re di Francia |  |  |                                |  |
| Henri II, re di Francia                      |   |                                    |                                         |  |  |       |  |  | François I, re di Francia |  |  |                                |  |
|                                              |   | Claude de France                   | Louis XII, re di Francia                |  |  |       |  |  |                           |  |  |                                |  |
|                                              |   | Claude de France                   | Louis XII, re di Francia                |  |  |       |  |  |                           |  |  |                                |  |
|                                              |   | Claude de France                   | Anne de Bretagne                        |  |  |       |  |  |                           |  |  |                                |  |
| Charles IX, re di Francia                    |   | Claude de France                   |                                         |  |  |       |  |  |                           |  |  |                                |  |
|                                              |   | Lorenzo de' Medici, duca di Urbino | Piero de' Medici, IV signore di Firenze |  |  |       |  |  |                           |  |  |                                |  |
|                                              |   | Lorenzo de' Medici, duca di Urbino | Piero de' Medici, IV signore di Firenze |  |  |       |  |  |                           |  |  |                                |  |
|                                              |   | Lorenzo de' Medici, duca di Urbino | Alfonsina Orsini                        |  |  |       |  |  |                           |  |  |                                |  |
| Caterina de' Medici                          |   | Lorenzo de' Medici, duca di Urbino |                                         |  |  |       |  |  |                           |  |  |                                |  |
|                                              |   | Madeleine de La Tour d'Auvergne    | Jean IV, III conte d'Alvernia           |  |  |       |  |  |                           |  |  |                                |  |
|                                              |   | Madeleine de La Tour d'Auvergne    | Jean IV, III conte d'Alvernia           |  |  |       |  |  |                           |  |  |                                |  |
|                                              |   | Madeleine de La Tour d'Auvergne    | Jeanne de Vendôme                       |  |  |       |  |  |                           |  |  |                                |  |
| Charles, VII duca d'Angoulême                |   | Madeleine de La Tour d'Auvergne    |                                         |  |  |       |  |  |                           |  |  |                                |  |
|                                              | … | …                                  |                                         |  |  |       |  |  |                           |  |  |                                |  |
|                                              | … | …                                  |                                         |  |  |       |  |  |                           |  |  |                                |  |
|                                              | … | …                                  |                                         |  |  |       |  |  |                           |  |  |                                |  |
| Jean Touchet, signore di Beauvais e Quillard | … |                                    |                                         |  |  |       |  |  |                           |  |  |                                |  |
|                                              |   | …                                  | …                                       |  |  |       |  |  |                           |  |  |                                |  |
|                                              |   | …                                  | …                                       |  |  |       |  |  |                           |  |  |                                |  |
|                                              |   | …                                  | …                                       |  |  |       |  |  |                           |  |  |                                |  |
| Marie Touchet                                |   | …                                  |                                         |  |  |       |  |  |                           |  |  |                                |  |
|                                              |   | Orable Mathy                       | …                                       |  |  |       |  |  |                           |  |  |                                |  |
|                                              |   | Orable Mathy                       | …                                       |  |  |       |  |  |                           |  |  |                                |  |
|                                              |   | Orable Mathy                       | …                                       |  |  |       |  |  |                           |  |  |                                |  |
| Marie Mathy                                  |   | Orable Mathy                       |                                         |  |  |       |  |  |                           |  |  |                                |  |
|                                              |   | …                                  | …                                       |  |  |       |  |  |                           |  |  |                                |  |
|                                              |   | …                                  | …                                       |  |  |       |  |  |                           |  |  |                                |  |
|                                              |   | …                                  | …                                       |  |  |       |  |  |                           |  |  |                                |  |
|                                              |   | …                                  |                                         |  |  |       |  |  |                           |  |  |                                |  |